# Образование в Иране
Образова́ние в Ира́не сильно централизовано и делится на K–12 и высшее образование. Двенадцатилетнее школьное образование (K-12) управляется министерством образования, а высшим образованием заведует Министерство науки, исследований и технологий. Грамотно 85 % населения страны, причём в регионе средний показатель находится на уровне 62 %. В возрастной группе 15—24 лет грамотны 97 % населения, причём женщины так же грамотны, как и мужчины. К 2007 году в Иране соотношение числа студентов к числу работающих было равно 10,2 %, что является одним из самых высоких показателей в мире.
Начальную школу (Dabestân) посещают с 6 лет, обучение длится 5 лет. Средняя школа, также известная как «цикл ориентирования» (Râhnamâyi), продолжается с шестого по восьмой годы обучения. Старшая школа (Dabirestân), три последних года которой не обязательны, специализирована: существует теоретическая, техническая и прикладная программы обучения. Условиями для вступления в университет являются наличие школьного аттестата и прохождение всеиранского вступительного экзамена (Konkur), аналогами которого являются ЕГЭ и SAT. Многие выпускники проходят годичные или двухгодичные курсы подготовки Peeshdaneshgahe, эквивалентные британскому General Certificate of Education уровня A и международного бакалавриата. По окончании подготовительных курсов абитуриентам выдаётся сертификат.
Университеты, технические институты, медицинские высшие образовательные учреждения и муниципальные колледжи предоставляют высшее образование. В процессе его получения студенту выдают несколько дипломов: Fogh-e-Diplom или Kārdāni после двух лет обучения, Kārshenāsi (также известен под названием «лицензия») — через четыре года (аналог диплома бакалавра), Kārshenāsi-ye Arshad — через шесть лет (аналог магистратуры). По окончании университетского курса студент может поступить в аспирантуру для получения степени доктора философии.

## История образования в Иране

### Школы в XIX-XX веках

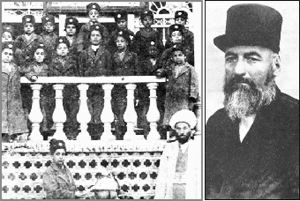
Хассан Рушди со своими учениками

Первые начальные школы османского, не религиозного образца были основаны шиитским клириком, учителем Хассаном Рушди в Тебризе, за что он и получил прозвище «Рушди», по названию этих школ в Османской Империи (тур. roshdiyye). Однако из-за сопротивления жителей города и религиозных лидеров, его деятельность на этом этапе не увенчалось успехом. После выхода в городе фетвы, запрещающей современные школы, Рушди пришлось его покинуть.
В Тегеране, во время правления Мозафереддин-шаха Рушди при поддержке правительства основал «школу Рушди». Рушди внедрял в своих школах современные ему образовательные методики, в особенности касающиеся обучения алфавиту. Некоторые из них до сих пор используются в иранских школах
В 1910-е годы государство начало регламентировать образовательную сферу. Иранский  Меджлис принял закон, обязывающий родителей заниматься образованием своих детей с семи лет. Государственные школы были бесплатными, они разделялись на сельские и городские, отличие было в числе классов.
В 1920-30 годы начался процесс централизации образования, Верховный совет по образованию был назначен ответственным за все образование в стране, Иран также  занимался финансовой и кадровой поддержкой персидских школ в сопредельных государствах. Именно в этот период была основа система среднего образования, с открытием более 300 школ. Начиная с 1943 года, с выходом соответствующего закона государство занялось расширением обязательного школьного образования по всей стране. С 1950-х годов, для того, чтобы способствовать развитию образования, государство разрешила открывать частые школы с четырьмя классами, но открывались также и средние частные школы.
На 1960-е годы пришлась важная реформа образования. С 1966 года школьное образование было разделено на начальное, среднее и старшее и составляло в сумме 12 лет. Начальные школы было бесплатными и обязательными.
При ликвидации неграмотности в Иране использовали опыт ликвидации неграмотности в СССР. Изначально, при обучении кочевых племен к каждой кочующей группе скотоводов присоединялся учитель (как правило, выходец из этого же семейства или племени), однако этот метод требовал большого количества учителей даже при обучении детей в объёме программы начальной школы. В результате, в городе Шираз была открыта школа для детей кочевников, в которой учащиеся проживали в течение учебного года. В отличие от большинства школ страны, в этой школе осуществлялось совместное обучение мальчиков и девочек.

### Современное образование
Образование всех ступеней можно получать как в государственных, так и в частных учреждениях. За счёт того, что министерство образования ответственно за планирование, финансирование, учебную программу, систему оценивания и экзаменацию, школьное образование сильно централизировано, однако за учёбу в университете каждый студент должен либо отслужить равное количество лет на государственной службе, либо заплатить небольшой штраф. В начале 1970-х годов для улучшения образовательной системы было проведено обновление программы, учебной литературы и переподготовка учителей.
Исламская революция в Иране вызвала изменение образовательной системы, которая была в значительной степени исламизирована: студентов разделили по полу; был основан Культурный революционный комитет, призванный контролировать исламские ценности в образовании. Центр учебной литературы (подразделение Комитета) напечатал 3000 новых университетских учебников, отражавших исламские взгляды, к 1983 году. В течение полугода обучающие материалы, основанные на исламских ценностях, были введены в начальную школу.

## Учебная программа
| Возраст            | Уровень образования                    | Продолжительность | Эквивалент                                                   | Примечания |
| ------------------ | -------------------------------------- | ----------------- | ------------------------------------------------------------ | --- |
| 5—6                | Детский сад                            | 1 год (K-12)      |                                                              | Не обязателен, посещает около половины детей |
| 6—11               | Начальная школа Dabestan               | 5 лет (K-12)      |                                                              | Несмотря на то, что начальное образование бесплатно и обязательно, в 2004 году не все дети младшего школьного возраста посещали начальные школы. |
| 11—14              | Низшее среднее Rahnamayi               | 3 года (K-12)     | Средняя школа                                                | 6—8-е классы обязательны. Задачей этих лет является выяснить способности ребёнка и направить в наиболее подходящее образовательное учреждение. |
| 14—17 (или старше) | Высшее среднее Dabirestan              | 3 года (K-12)     | Школьный аттестат (Diplom-Metevaseth)                        | В Иране высшее среднее образование не обязательно, к 2010 году 80 % детей возраста 14—17 лет посещали «дабирестан». Около 6 % учреждений высшего среднего образования являются негосударственными. Они должны следовать рекомендациям министерства образования, несмотря на то, что основной поток финансирования — это деньги за обучение. Существует три типа школ: теоретические, технические и прикладные, причём последние две готовят студентов к тому, чтобы по их окончании начать работать в торговле, сельском хозяйстве, промышленности. Прикладные школы обучают полуквалифицированный и квалифицированный персонал, мастеров, прорабов и руководителей низшего звена. |
| 17—19 (или старше) | Профессиональное училище               | 2 года            | Бакалавриат (Fogh-e-Diplom или Kārdāni)                      | Учащиеся могут остаться ещё на два года и получить высшее образование, что позволит им иметь профессию «интегрированного младшего специалиста» |
| 17—18 (или старше) | Подготовительные курсы Peeshdaneshgahe | 1 год             | ЕГЭ/Сертификат подготовительных курсов                       | Успешное окончание курса позволяет абитуриенту получить сертификат и принять участие во всеиранском экзамене. В 2009 году около 11 % были допущены (1 278 433 человек), из них 60 % женщин. Прошедшие Konkur получают эквивалент GCE и/или международного бакалавриата. |
| 18—22 (или старше) | Университет                            | 4 года            | бакалавр (Kārshenāsi или лицензия)                           | Учебный год длится с сентября по июнь, уроки идут во все дни, кроме пятницы (единственного выходного в Иране). Год разделён на два семестра, используется система кредитов. Обычно университеты получают государственное финансирование, а студенты не платят за обучение, исключение — Исламский университет Азад. |
| 22—24 (или старше) | Университет                            | 2 года            | Магистр (Kārshenāsi-ye Arshad или Fogh Licence)              | В Иране находятся одни из самых престижных университетов Ближнего Востока: Тегеранский университет, Технологический университет имени Шарифа и Университет Тарбиат Модарес входят в тысячу лучших университетов мира, согласно рейтингу SCImago. Ширазский университет, Исфаханский технологический университет, Университет имени Шахида Бехешти, Мешхедский университет имени Фирдоуси, Технологический университет имени Амира Кабира также знамениты во всём регионе. |
| 24—27 (или старше) | Аспирантура                            | 3 года            | Доктор философии (Karshenasi-arshad-napayvasteh или доктора) | При вступлении требуется пройти экзамен. В 2012 году в Иране было 120 000 аспирантов. |

| Цифры | Буквы        | Примечания                                                                                                 |
| ----- | ------------ | --- |
| 16—20 | A            | |
| 14—15 | B            | |
| 12—13 | C            | |
| 10—11 | D            | Проходной: GPA выше 10                                                                                     |
| 0—9   | F или «неуд» | 7 можно считать проходным баллом для некоторых предметов, однако для сдачи персидского языка требуется 10. |

| Цикл ориентирования                       | Часы в неделю | Часы в неделю | Часы в неделю |
| Цикл ориентирования                       | 7-й класс     | 8-й класс     | 9-й класс     |
| Персидский язык и персидская литература   | 5             | 5             | 5             |
| Математика                                | 5             | 4             | 4             |
| Естественные науки                        | 4             | 4             | 4             |
| Религиозное образование                   | 2             | 2             | 2             |
| История                                   | 1             | 1             | 1             |
| География                                 | 1             | 1             | 1             |
| Арабский язык                             | 2             | 2             | 2             |
| Социальные науки                          | 1             | 1             | 1             |
| Искусство                                 | 2             | 1             | 1             |
| Техническое/технологическое образование   | 3             | 3             | 3             |
| Иностранный язык                          | -             | 4             | 4             |
| Основы военной подготовки (для мальчиков) | -             | -             | 1             |
| Коран                                     | 2             | 2             | 2             |
| Всего:                                    | 28            | 30            | 31            |
| Источник: World Education Services, 2004  |               |               |               |

## Финансирование
Ежегодно 20 % бюджетных расходов и 5 % ВВП уходит на образование, один из самых высоких показателей в мире. На среднее образование уходит половина бюджета, а 21 % идёт на высшее.

## Реформа образования
Пятилетний план социально-экономического развития (2005—2010) предусматривал реформирование образовательной системы на всех уровнях.
Согласно плану реформы 2012 года, подготовительный курс будет заменён дополнительным годом начальной школы, первые три года у учеников будет один и тот же учитель, а упор будет производиться на исследование и понимание вместо запоминания. Задачей учителя становится также стимулирование и направление учеников. Помимо этого ставились задачи глобализации образования, создание социально справедливой системы, повышения роли семьи в образовании, увеличение эффективности обучения и достижение лидерства в регионе.

## Педагогическая подготовка
Центры подготовки учителей в Иране ответственны за педагогическую подготовку учителей для начальных и средних школ, а также школ для одарённых детей. В этих центрах за два года будущие учителя получают необходимые знания для получения диплома младшего специалиста. В центры принимают выпускников, окончивших цикл ориентирования, у большинства имеется аттестат. Помимо этого абитуриенты сдают стандартизированный всеиранский экзамен.
Для того чтобы учить 9—12 классы, теоретически требуется диплом бакалавра, однако из-за недостатка учителей фактически школы принимают на работу людей без него. В Иране семь педагогических университетов.

## Иностранные языки
Фарси (персидский язык) — государственный язык Ирана. Наиболее востребованный иностранный язык — английский, помимо него имеется спрос на обучение арабскому, немецкому, французскому, испанскому и китайскому.
Иранский лингвистический институт, основанный в 1979 году, аффилирован с Центром умственного развития детей и молодёжи. Там более 175 000 студентов обучаются персидскому, английскому, французскому, испанскому, немецкому и арабскому языкам.
Английский язык изучается в 6—8 классах, и, хотя правительство намеревается ввести обучение английскому с начальной школы, школьный уровень преподавания недостаточен, и ученикам обычно приходится брать частные уроки.
В стране на 2012 год было более 5000 школ иностранного языка, 200 из которых находятся в Тегеране. Несколько телеканалов транслируют уроки английского и арабского языков, в основном для поступающих в университеты.

## Интернет и дистанционное обучение
- См. также Телекоммуникации в Иране[англ.]

Интернет доступен во всех крупных городах и активно распространяется, государство намерено было перевести в Интернет 10 % услуг к концу 2008 года, а также укомплектовать все школы компьютерами и провести в них Интернет.
Университет Пайаме Нур, основанный в 1987 году, единственный предоставляет дистанционное образование под управлением министерства науки и техники.

## Высшее образование
- см. также: Высшее образование в Иране

Из иранских университетов ежегодно выпускается почти 750 000 человек. В стране также расположено около 50 колледжей и 40 технологических институтов.
Традиция университетского образования в Иране появилась с ранних лет ислама. К XX веку система высшего образования устарела, и была изменена по французскому образцу. После революции 1979 года было закрыто 16 университетов, они постепенно переоткрывались в промежуток между 1982 и 1983 годами под надзором исламского правительства. Преподаватели-марксисты, либералы и последователи прочих «империалистических» идеологий были уволены. В 1997 году все учреждения высшего образования в совокупности обучали 579 070 студентов и имели в штате 40 477 преподавателей.
Программа обучения утверждается национальным собранием, поэтому качество обучения разнится только за счёт персонала и студентов. Тем не менее, существует три примечательных университета:
- Тегеранский университет, основанный в 1934 году. Это старейший современный университет страны, самый большой, с 2016 года в ВУЗе насчитывается более 20 факультетов, включая факультет исламской теологии. Здесь появились несколько социальных и политических движений.
- Университет Тарбиат Модарес[англ.], также расположенный в Тегеране, является единственным учреждением, где учатся только аспиранты, магистры и постдоки. Также это единственный университет, подчиняющийся министерству науки, в котором есть медицинский институт. Остальные медицинские образовательные учреждения курирует министерство здравоохранения Ирана, и, например, Тегеранский медицинский университет отделён от Тегеранского университета.

Технологический университет имени Шарифа — также столичный — известен тем, что выпускает квалифицированных бакалавров-инженеров и учёных.
В 2009 году 33,7 % людей 18—25 лет обучались в 92 университетах, 512 отделениях университета Пайаме Нур и 56 исследовательских и технологических институтах. В стране всего живёт около 3,7 студентов университетов, и 1,5 миллиона учатся на 500 направлениях университета Азада. В 2011 году в Иране был миллион студентов-медиков.
| Область изучения                         | 2010 | Примечания                           |
| ---------------------------------------- | ---- | ------------------------------------ |
| Инженерия и строительство                | 31 % | Один из самых высоких уровней в мире |
| Социальные науки, бизнес и юриспруденция | 23 % |                                      |
| Гуманитарные науки и искусство           | 14 % |                                      |
| Наука                                    | 10 % |                                      |

## Женщины в образовании
- См. также: Женщины в Иране, Права женщин в Иране

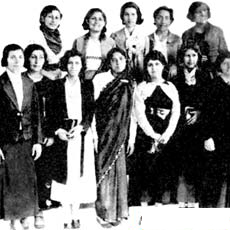
Первые иранские студентки университета; около 1935 года

Женщины составляют более 65 процентов университетских студентов, причём в некоторых областях (науке и инженерных областях) их доля более 70 процентов. После исламской революции возможности получить образование для женщин многократно выросли. В 2007 году 60 % студентов иранских университетов были женщинами. Согласно опросу, проведённому ЮНЕСКО, в Иране был самый высокий процент отношения женщин к мужчинам среди студентов — 1.22  : 1.00.
20 августа 2012 года министерство образования объявило о том, что 36 иранских университетов закрывают 77 направлений для поступления женщин, в основном, это затронуло инженерные и научные специальности. Несколько университетов, к примеру, Нефтяной университет, полностью запретили женщинам поступать, объяснив решение «недостатком спроса со стороны работодателей». Решение было принято после того, как стало известно, что по статистике женщины заканчивали иранские университеты в бо́льших количествах, чем мужчины, а также в среднем получали более высокие оценки, особенно в научных областях.
В Исфаханском университете решение прокомментировали, сообщив, что «98 % выпускниц горнодобывающих специальностей не могут найти работу». Сельскохозяйственные дисциплины были сочтены «неподходящими» для женщин. В результате, больше из иранских университетов не будут выпускаться женщины-инженеры, ядерные физики, археологи, специалисты по бизнесу и компьютерные специалисты, специалисты по английской литературе, переводчицы и менеджеры по туризму.

## Школы для одарённых детей
Национальная организация по развитию выдающихся талантов, NODET, также известная как SAMPAD (سمپاد), управляет средними и старшими школами, которые хотя и приостанавливали работу на время революции, продолжают работать. Для поступления требуется сдать сложные вступительные экзамены, а за учёбу взимается оплата, хотя для малоимущих учеников предоставляются скидки.

## Знаменитые университеты

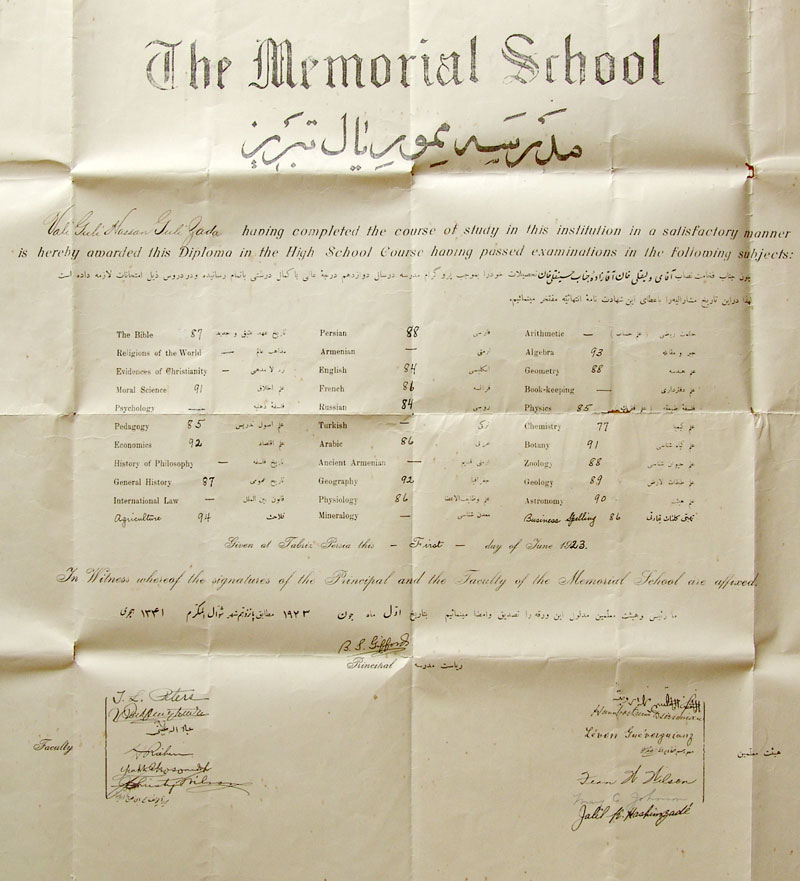
Диплом Мемориального университета Тебриза, выданный 1 июня 1923 года

| - Университет Эльбурс - Университеты имени Алламе Табатабаи - Университет имени Фируза Бахрама - Университет Никана - Университет ар-Рази |

## Статистика

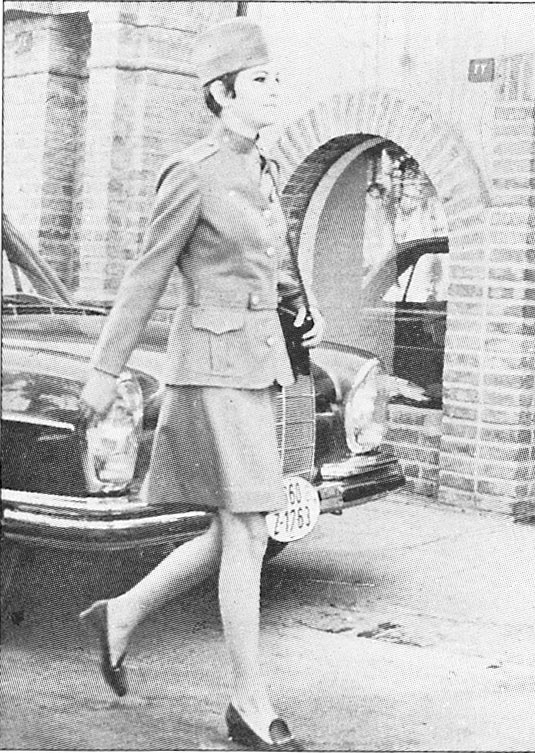
Девушка из Корпуса Грамотности

- В 2010 году 64 % населения не исполнилось 30 лет[1].
- В стране действует около 92 500 публичных образовательных учреждений, в которых в совокупности учится примерно 17 488 000 человек[27].
- Согласно Всемирной книге фактов ЦРУ, исходя из данных 2002 года, 83,5 % мужчин и 70,4 % женщин старше 15 лет грамотны, в совокупности это даёт 77 % грамотного населения[28]. Почти все дети младшего школьного возраста посещали начальную школу в 2008 году, а количество детей в средней школе возросло с 66 % в 1995 году до 80 % в 2008 году. В результате этого грамотность среди молодёжи за тот же период возросла с 86 % до 94 %, особенно велик был рост среди девочек[29].
- В 1963 году был создан «Корпус Грамотности», отправлявший образованный учительский персонал в деревни. За первые десять лет работы корпус помог научиться писать и читать 2,2 миллионам детей и 600 000 взрослых[10]. В 1972 году корпус стал лауреатом премии имени Н.К. Крупской (за особые заслуги в области распространения грамотности) ЮНЕСКО[30]. После исламской революции корпус был заменён на Движение за грамотность.
- В 1997 году в 63 101 начальной школе училось 9 238 393 учеников и работало 298 755 учителей. На одного учителя приходился 31 ученик. В том же году средние школы посещало 8 776 792 ученика, которых учили 280 309 учителей. В 1999 году на одного учителя приходилось 26 учеников. В том же году 83 % детей младшего школьного возраста посещало начальные школы, а расходы на образование оценивались в 4,6 % ВВП[10].